# 長野藤継
長野 藤継（ながの ふじつぐ）は、室町時代後期の武将。長野工藤氏11代当主。

## 生涯
宝徳元年（1449年）、9代当主・長野持藤（宗忠）の子として誕生。寛正3年（1462年）に兄で10代当主・政藤が早世したため、家督を継いで11代当主となる。
応仁元年（1467年）からの応仁の乱では東軍に属し、10月の相国寺の戦いでは、長野氏は安富元綱、雲林院らと共に相国寺に立て篭もり東門を守備したが、三条殿を守備していた伊勢国の国人・関盛元と備前国国人である松田次郎左衛門尉が敗れ、火が放たれると退却した。
応仁2年（1468年）2月、伊勢守護に任じられた東軍の土岐政康が入国するとこれに従い、北畠教具が侵攻してくると土岐氏と協力して北畠家と戦った。
その後、北畠家が東軍となると西軍の美濃国守護・土岐成頼と同盟し、文明5年（1473年）10月11日、長野（藤継）の要請で斎藤利国が美濃から伊勢桑名郡に侵攻、大井田城等を攻め、10月21日には斎藤妙椿が数万騎を率いて出陣、石丸利光が大将となって10月29日に東軍勢が篭る梅戸城を落とした。
文明9年（1477年）応仁の乱終結後、文明11年（1479年）に北畠政郷が侵攻して来た際には、これを破って長野氏の勢威を高めた。
文明18年（1486年）7月5日、細川政元による正親町三条公治邸焼き討ちに巻き込まれて死去。享年38。跡を弟・藤直が継いだ。